# Carl-Uwe Steeb
Carl-Uwe „Charly“ Steeb (* 1. September 1967 in Aalen) ist ein ehemaliger deutscher Tennisspieler.

## Karriere als Spieler
Der Linkshänder Carl-Uwe Steeb, genannt „Charly“, begann seine Profikarriere 1986. Drei Jahre zuvor gewann er die deutsche U-16-Meisterschaft. In der ATP-Weltrangliste erreichte er seine beste Platzierung 1990 mit dem 14. Platz. Er gewann mit dem Titeln in Gstaad 1989, Genf 1991 sowie Moskau 1995 drei Turniere im Einzel.
Bekannt machten Steeb vor allem seine Einsätze als zweiter Einzelspieler der deutschen Davis-Cup-Mannschaft. 1988 bezwang er im Finale im schwedischen Göteborg den damaligen Weltranglistenersten Mats Wilander nach 0:2-Satzrückstand mit 8:10, 1:6, 6:2, 6:4, 8:6 (erst im darauffolgenden Jahr wurde auch im Davis Cup für die ersten vier Sätze der Tie-Break eingeführt). Boris Becker besiegte im anschließenden zweiten Einzel Stefan Edberg und siegte im Doppel an der Seite von Eric Jelen gegen Stefan Edberg und Anders Järryd, wodurch sich Deutschland zum ersten Mal in der Geschichte des Wettbewerbs den Davis Cup sicherte. Im Jahr darauf erreichte Charly Steeb mit der deutschen Mannschaft erneut das Davis-Cup-Finale. In der Hanns-Martin-Schleyer-Halle in Stuttgart konnte man erneut gegen Schweden den Titel holen. Zwar verlor Steeb seine beiden Einzel gegen Mats Wilander und Stefan Edberg, Boris Becker bezwang jedoch Edberg, siegte mit Eric Jelen gegen das schwedische Doppel Anders Järryd und Jan Gunnarsson und errang mit einem Sieg über Wilander schließlich den entscheidenden dritten Punkt. Auch beim dritten und bisher letzten deutschen Davis-Cup-Triumph war Carl-Uwe Steeb Mitglied des deutschen Teams, allerdings nur als Ersatzmann für die beiden Einzelspieler Michael Stich und Marc-Kevin Goellner sowie Patrik Kühnen, der an der Seite von Stich im Doppel zum Einsatz kam.
1989 gewann er den World Team Cup. Diesen Erfolg konnte er als Kapitän des Siegerteams von 1998 wiederholen. Außerdem war er Teilnehmer bei den Olympischen Sommerspielen 1988 in Seoul im Einzel und Doppel sowie als Einzelspieler bei den Olympischen Spielen 1992 in Barcelona.
Nach zehn Jahren als Profi beendete Steeb 1996 seine Spielerkarriere. Von 1999 bis 2001 war er als Nachfolger von Boris Becker Kapitän des deutschen Davis-Cup-Teams.

## Erfolge
| Legende                       |
| Grand Slam                    |
| Tennis Masters Cup            |
| ATP Masters Series            |
| ATP International Series Gold |
| ATP International Series (6)  |
| ATP Challenger Series (1)     |

| ATP-Titel nach Belag |
| Hartplatz (2)        |
| Sand (2)             |
| Rasen (0)            |
| Teppich (2)          |

### Einzel

#### Turniersiege

##### ATP Tour
| Nr. | Datum             | Turnier | Belag       | Finalgegner       | Ergebnis                |
| --- | ----------------- | ------- | ----------- | ----------------- | ----------------------- |
| 1.  | 16. Juli 1989     | Gstaad  | Sand        | Magnus Gustafsson | 6:7, 3:6, 6:2, 6:4, 6:2 |
| 2.  | 23. Juni 1991     | Genua   | Sand        | Jordi Arrese      | 6:3, 6:4                |
| 3.  | 12. November 1995 | Moskau  | Teppich (i) | Daniel Vacek      | 7:65, 3:6, 7:66         |

##### Challenger Tour
| Nr. | Datum         | Turnier | Belag | Finalgegner | Ergebnis      |
| --- | ------------- | ------- | ----- | ----------- | ------------- |
| 1.  | 16. Juli 1995 | Ulm     | Sand  | Karim Alami | 4:6, 7:6, 6:0 |

#### Finalteilnahmen
| Nr. | Datum             | Turnier | Belag       | Finalgegner      | Ergebnis      |
| --- | ----------------- | ------- | ----------- | ---------------- | ------------- |
| 1.  | 22. Oktober 1989  | Tokio   | Teppich (i) | Aaron Krickstein | 2:6, 2:6      |
| 2.  | 14. Januar 1990   | Sydney  | Hartplatz   | Yannick Noah     | 7:5, 3:6, 4:6 |
| 3.  | 18. Februar 1990  | Brüssel | Teppich (i) | Boris Becker     | 5:7, 2:6, 2:6 |
| 4.  | 15. November 1992 | Moskau  | Teppich (i) | Marc Rosset      | 2:6, 2:6      |
| 5.  | 17. Januar 1993   | Jakarta | Hartplatz   | Michael Chang    | 6:2, 2:6, 1:6 |

### Doppel

#### Turniersiege
| Nr. | Datum             | Turnier     | Belag         | Doppelpartner | Finalgegner                          | Ergebnis      |
| --- | ----------------- | ----------- | ------------- | ------------- | ------------------------------------ | ------------- |
| 1.  | 9. Oktober 1988   | Brisbane    | Hartplatz (i) | Eric Jelen    | Grant Connell Glenn Michibata        | 6:4, 6:1      |
| 2.  | 25. August 1991   | Long Island | Hartplatz     | Eric Jelen    | Doug Flach Diego Nargiso             | 0:6, 6:4, 7:6 |
| 3.  | 15. November 1991 | Moskau      | Teppich (i)   | Eric Jelen    | Andrei Tscherkassow Alexander Wolkow | 6:4, 7:6      |

#### Finalteilnahmen
| Nr. | Datum        | Turnier         | Belag | Doppelpartner | Finalgegner                 | Ergebnis      |
| --- | ------------ | --------------- | ----- | ------------- | --------------------------- | ------------- |
| 1.  | 10. Mai 1992 | Hamburg Masters | Sand  | Michael Stich | Sergio Casal Emilio Sánchez | 7:5, 4:6, 3:6 |
| 2.  | 2. Mai 1993  | München         | Sand  | Karel Nováček | Martin Damm Henrik Holm     | 0:6, 6:3, 5:7 |

## Karriere als Funktionär
Im Sommer 2007 übernahm er die Funktion des Turnierdirektors beim Tennisturnier am Hamburger Rothenbaum. Nachdem das Turnier 2009 seinen Masters-Status verloren hatte, wurde die Zusammenarbeit mit dem DTB, der das finanzielle Risiko für dieses übernommen hatte, vorzeitig beendet. Sein Nachfolger wurde Michael Stich.
Im Mai 2010 rief Steeb gemeinsam mit dem österreichischen Ex-Top-Spieler Alex Antonitsch die Website tennisnet.com ins Leben. Im August desselben Jahres war er Turnierdirektor bei den 66. Austrian Open in Kitzbühel, die in diesem Jahr im Rahmen der ATP Challenger Tour stattfanden.
2009 gründete er die Vermarktungs- und Managementagentur CHARLYSTEEB GmbH. Sie organisiert Sportevents und vermarktet Sportler wie z. B. Jan Ullrich. Ende August 2013 musste die Firma, unter anderem wegen Fehlleistungen bei der Organisation der BMW Open 2013, Insolvenz anmelden.
Steeb ist gelegentlich bei Tennis-Übertragungen auf Sport 1 an der Seite von Sascha Bandermann und Elmar Paulke als Experte und Co-Moderator zu sehen. Zuvor übte er diese Tätigkeit bereits beim ZDF aus.
Infolge der Insolvenz von Steebs Firma beschloss der Bundesausschuss des DTB Anfang November 2013 einstimmig, sich zeitnah von Steeb als Vizepräsident zu trennen. Anfang Dezember erklärte Steeb selber seinen Rücktritt, der nach der nächsten Davis-Cup-Begegnung am 2. Februar 2014 erfolgen solle. Trotz des Bundesausschuss-Beschlusses vom November erklärte DTB-Präsident Karl-Georg Altenburg, er bedaure Steebs Ausscheiden sehr.

## Veröffentlichungen
- Mit Markus Hornig: Moving. Ab jetzt gesund. Das Motivationsprogramm – Bewegung, Ernährung, Entspannung. Knaur, München 2004, ISBN 3-426-66916-1